# Spencer (Ohio)
Spencer és una població dels Estats Units a l'estat d'Ohio. Segons el cens del 2000 tenia 747 habitants.

## Demografia
Segons el cens del 2000, Spencer tenia 747 habitants, 285 habitatges, i 204 famílies. La densitat de població era de 291,3 habitants per km².
Dels 285 habitatges en un 37,9% hi vivien nens de menys de 18 anys, en un 57,9% hi vivien parelles casades, en un 9,8% dones solteres, i en un 28,1% no eren unitats familiars. En el 21,4% dels habitatges hi vivien persones soles el 9,1% de les quals corresponia a persones de 65 anys o més que vivien soles. El nombre mitjà de persones vivint en cada habitatge era de 2,62 i el nombre mitjà de persones que vivien en cada família era de 3,09.
Per edats la població es repartia de la següent manera: un 30% tenia menys de 18 anys, un 6,8% entre 18 i 24, un 32,1% entre 25 i 44, un 20,6% de 45 a 60 i un 10,4% 65 anys o més.
L'edat mediana era de 34 anys. Per cada 100 dones de 18 o més anys hi havia 93 homes.
La renda mediana per habitatge era de 37.404 $ i la renda mediana per família de 42.500 $. Els homes tenien una renda mediana de 35.556 $ mentre que les dones 25.278 $. La renda per capita de la població era de 16.708 $. Aproximadament el 2% de les famílies i el 3,9% de la població estaven per davall del llindar de pobresa.

## Poblacions més properes
El següent diagrama mostra les poblacions més properes.